# Libovice
Libovice är en ort i Tjeckien.   Den ligger i regionen Mellersta Böhmen, i den centrala delen av landet, 30 km nordväst om huvudstaden Prag. Libovice ligger 295 meter över havet och antalet invånare är 243.
Terrängen runt Libovice är huvudsakligen platt, men västerut är den kuperad. Runt Libovice är det mycket tätbefolkat, med 1 135 invånare per kvadratkilometer. Närmaste större samhälle är Kladno, 11,6 km sydost om Libovice. Trakten runt Libovice består till största delen av jordbruksmark.